# Forcipomyia pinicola
Forcipomyia pinicola är en tvåvingeart som beskrevs av Bystrak och Messersmith 1980. Forcipomyia pinicola ingår i släktet Forcipomyia och familjen svidknott. Inga underarter finns listade i Catalogue of Life.